# Shikimato O-idrossicinnamoiltransferasi
La shikimato O-idrossicinnamoiltransferasi è un enzima appartenente alla classe delle transferasi, che catalizza la seguente reazione:
4-cumaroil-CoA + shikimato ⇄ CoA + 4-cumaroilshikimato
Anche il caffeoil-CoA, feruloil-CoA ed il sinapoil-CoA possono agire come donatori, ma più lentamente.